# Фольчи, Альберто
Альберто Энрико Фольчи (итал. Alberto Enrico Folchi; 30 июля 1914, Рим, Королевство Италия — 20 ноября 1979, Рим, Италия) — итальянский государственный деятель, министр туризма и зрелищных мероприятий Италии (1960—1963).

## Биография
Родился в обеспеченной католической семье. 
В 1917 г. получил высшее юридическое образование, защитив диссертацию на тему «Международное право и торговля подводными лодками». Участвовал в Первой мировой войне, был награжден бронзовой медалью за воинскую доблесть. В 1919 г. вступил в католическую Народную партию. Был сторонником Джованни Гронки. По его мнению, партия должна была быть выражением прежде всего католических организаций, занятых в социальной сфере.
В годы фашистского режима посвятил себя преподаванию — являлся свободным профессором колониального права в римском университете «Сапиенца», выступал в качестве судебного эксперта. Затем поступил на военную службу в качестве офицера службы кадров во Второй мировой войне. Участвовал в боя на албанском фронте, был отмечен еще одной бронзовой медалью за воинскую доблесть, а затем был отозван в Рим в Ставку верховного командования, где ему было поручено составить военный отчет. В 1943 г. он предоставил в своем доме убежище полковнику Кордеро ди Монтедземоло, одному из организаторов Движения Сопротивления в Риме.
В послевоенное время возобновил политическую деятельность в рядах Христианско-демократической партии (ХДП), придерживался левоцентристского курса, который олицетворял Дж. Гронки.
С 1946 по 1954 г. был комиссаром, а затем президентом Национального института помощи работникам местных органов власти (INADEL), а с 1948 по 1968 г. — профессором международного права Пармского университета. С 1948 по 1952 г. также был одним из издателей организованной Дж. Гронки газеты La Libertà.
В 1953 г. был впервые избран в состав Палату депутатов по спискам ХДП. Бессменно сохранял депутатские полномочия до 1968 г. Выступал за сотрудничество с социалистами.
Неоднократно занимал государственные должности в органах исполнительной власти:
- 1955—1960 гг. — государственный секретарь в министерстве иностранных дел,
- март-июль 1960 г. — государственный секретарь председателя Совета министров в кабинете Фернандо Тамброни,
- 1960—1963 гг. — министр туризма и зрелищных мероприятий Италии. На этом посту в 1963 г. председательствовал на первой Всемирной туристической конференции в Риме и в том же году представил пятилетний план развития туризма и модернизации гостиничных структур.

Работая в МИД Италии, особое внимание уделял отношениям с арабскими государствами, придерживаясь западной идеологии, без колебаний отмежевался от курса правительства, когда в 1958 г. премьер-министр А. Фанфани, решил наладить отношения с насеристским Египтом, а не с Тунисом прозападного лидера Хабиба Бугрибы.
После ухода из политической жизни  1968 г. занимал пост вице-президента Фонда Итальянского земельного кредита.